# Parametrización de McCullagh de las distribuciones de Cauchy
En teoría de la probabilidad  , la distribución de Cauchy "estándar " es la distribución de probabilidad  cuya función de densidad  es
{\displaystyle f(x)={1 \over \pi (1+x^{2})}}
para x real  . Esta tiene mediana  0 , y el primer y tercer cuartil son −1 y 1 respectivamente . Generalmente, una distribución de Cauchy  es cualquier distribución de probabilidad que pertenece a la misma 
familia de ubicación escala  como esta. Por lo tanto , si X  tiene una distribución estándar de Cauchy y μ es cualquier número real y σ > 0, entonces 
Y = μ + σX tiene una distribución de Cauchy cuya mediana es μ y cuyo primer y tercer cuartil son μ − σ and μ + σ respectivamente.
La Parametrización de McCullagh  , introducida por Pedro McCullagh  , profesor de Estadísticas  en la Universidad de Chicago  utiliza los dos parámetros de la distribución no estandarizada para formar un único parámetro de valor complejo , específicamente, el número complejo  θ = μ + iσ , donde  i  es el unidad imaginaria  . También se extiende el rango habitual del parámetro de escala para incluir σ < 0.
Aunque el parámetro se expresa en teoría usando un número complejo , la densidad sigue siendo la densidad sobre la línea real. En particular, la densidad se puede escribir utilizando los parámetros con valores reales μ y σ , que pueden tomar valores positivos o negativos , como
{\displaystyle f(x)={1 \over \pi \left\vert \sigma \right\vert (1+{\frac {(x-\mu )^{2}}{\sigma ^{2}}})}\,,}
donde la distribución es considerada como degenerada si σ = 0.
Una forma alternativa para la densidad se puede escribir utilizando el parámetro complejo θ = μ + iσ como
{\displaystyle f(x)={\left\vert \Im {\theta }\right\vert  \over \pi \left\vert x-\theta \right\vert ^{2}}\,,}
where {\displaystyle \Im {\theta }=\sigma \,.}
A la pregunta "¿Por qué introducir los números complejos , cuando sólo   variables aleatorias con valores reales están involucradas " , McCullagh escribió:
{ { cquote | A esta pregunta no puedo dar mejor respuesta que presentar el curioso resultado de que
{\displaystyle Y^{*}={aY+b \over cY+d}\sim C\left({a\theta +b \over c\theta +d}\right)}
para todos los números reales a, b, c y d.  ...la transformación inducida en el espacio de parámetros tiene la misma forma lineal fraccional que la transformación en el espacio de muestra sólo si se toma el espacio de parámetros como el plano complejo.} }
En otras palabras , si la variable aleatoria  Y tiene una distribución de Cauchy con el parámetro  θ complejo  , entonces la variable aleatoria Y * definida anteriormente tiene una distribución deCauchy con parámetro (aθ + b)/(cθ + d).
McCullagh también escribió, "La distribución del primer punto de salida del semiplano superior de una partícula browniana comenzando en θ es la densidad de Cauchy en la recta real con el parámetro θ. " Además , McCullagh muestra que la parametrización con valores complejos permite que se pueda hacer una relación sencilla entre Cauchy y la " distribución de Cauchy circular" .